# Protiotěrové aditivum
Protiotěrová aditiva (též AW aditiva, z angl. antiwear, "protiotěrový") jsou aditiva do maziv, která chrání před kontaktem "kov na kov" mezi kovovými částmi zařízení.
Protiotěrová aditiva se používají hlavně v zařízeních s menším zatížením, např. v ložiskách. V převodovkách se používají obvykle aditiva pro extrémní tlaky.
Protiotěrová aditiva typicky obsahují sloučeniny zinku a fosforu.
Mezi populární protiotěrová aditiva patří:
- dithiofosforečnany zinečnaté (ZDP)
- dialkyldithiofosforečnan zinečnatý (ZDDP), pravděpodobně nejšířeji používaný u motorových olejů, funguje také jako inhibitor koroze a antioxidant
- trikresylfosfát (TCP), používá se po práci při vysokých teplotách, často například v turbomotorech nebo i v olejích pro klikové skříně a v hydraulických kapalinách
- chlorované uhlovodíky, pro extrémní tlaky
- glycerolmonooleát
- kyselina stearová, přilíná k povrchům reverzibilním adsorpčním procesem při teplotě pod 150 °C, což limituje její použití na mírné podmínky

Tyto nebo jiné obdobné složky jsou také obsaženy v kvalitních aditivech do motorových paliv i do motorových maziv, kam je informovaní řidiči přidávají pro zlepšení chodu motoru. Používáním aditiv pro řidiče totiž plyne jak menší opotřebení motoru, tak především menší výdaje na spotřebu. Nezanedbatelná nejsou ani ekologická hlediska, zvláště používá-li řidič netoxická aditiva.
Některé směsi využívají koloidní PTFE (Teflon), ale účinnost je sporná. Mnoho protiotěrových aditiv funguje i jako aditiva pro extrémní tlaky, například organofosfáty nebo sloučeniny síry.
Při vysokých tlacích působení protiotěrových aditiv již nestačí a je potřeba použít aditiva pro extrémní tlaky.